# Eleccions municipals de 2019 a Mont-roig del Camp
Les eleccions municipals de 2019 a Mont-roig del Camp van ser unes eleccions locals que es van celebrar el diumenge 26 de maig de 2019 a Mont-roig del Camp, al Baix Camp, com a part de les eleccions municipals espanyoles. Es van triar els 17 regidors de l'Ajuntament de Mont-roig del Camp.

## Sistema electoral
Les eleccions als ajuntaments de l'Estat espanyol estan fixades per celebrar-se el quart diumenge de maig cada quatre anys. El sistema electoral fa servir la regla D'Hondt amb representació proporcional, llistes tancades i una barrera electoral del 5% dels vots vàlids, que inclou els vots en blanc. La votació per a l'assemblea local es basa en el sufragi universal.
En les eleccions municipals, la circumscripció electoral és en l'àmbit municipal i el nombre d'escons (o sigui, regidors) a triar del municipi es determina en funció del nombre d'habitants censats en aquest municipi. En el cas de Mont-roig del Camp, en tenir 7.784 persones censades, l'hi correspon 17 regidors.

## Candidatures
El 30 d'abril del mateix any, la Junta Electoral de Zona de Reus va proclamar les vuit candidatures del municipi de Mont-roig del Camp en el Butlletí Oficial de la Província de Tarragona.
1. Partit dels Socialistes de Catalunya-Candidatura de Progrés (PSC-CP)
2. Junts per Mont-Roig Miami (JUNTS)
3. Esquerra Republicana de Catalunya-Moviment d'Esquerres-Acord Municipal (ERC-MES-AM)
4. Ara Mont-roig Miami-Verds per Mes (AMM – VX+)
5. Ciutadans-Partido de la Ciudadanía (Cs)
6. Plataforma Impulso Miami-Mont Roig (IMM)
7. Partit Popular (PP)
8. Assemblea per Tarragona - Mont-Roig del Camp (A per TGN)

## Jornada electoral

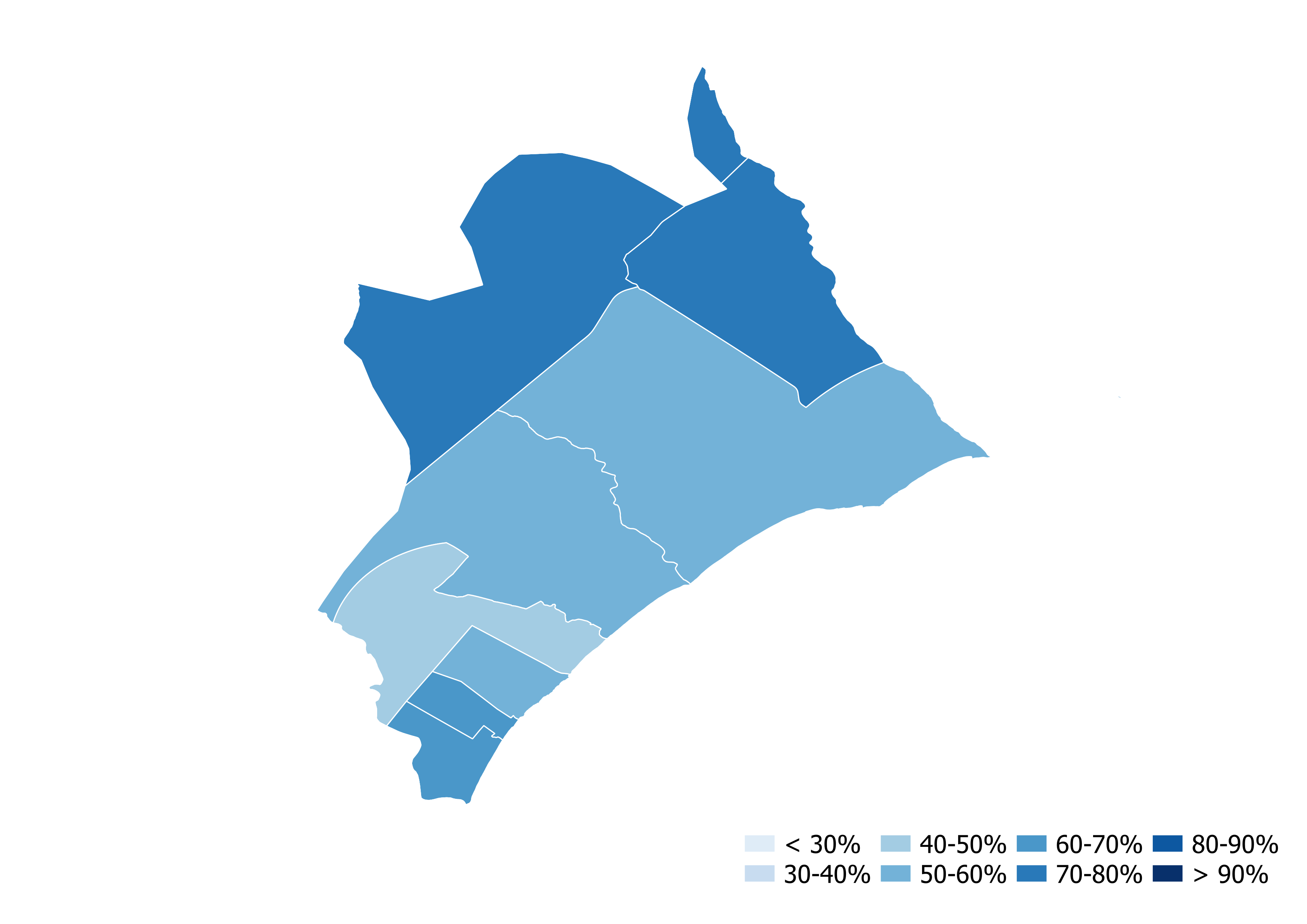
Participació de les persones mont-rogenques per seccions

### Constitució de les meses
En aquell moment, Mont-roig del Camp tenia una població d'11.809 habitants, dels quals 7.784 persones van ser cridades a votar a una de les urnes de les 14 meses que es van constituir al municipi.

### Participació
La participació en aquestes eleccions va ser de 62,1%, el qual cosa implica que un total de 4.832 ciutadans del municipi van decidir exercir el seu dret a vot. Comparant aquesta participació amb la mitjana catalana, Mont-roig del Camp ha registrat una xifra pràcticament idèntica, situant-se en 2,7 punts percentuals per sota.
A continuació, es presenta una taula amb els percentatges de participació registrats a diferents hores del dia de les eleccions:
| Hores              | Mont-roig del Camp |
| ------------------ | ------------------ |
| Participació (14h) | 35,8% ( 1,6%)      |
| Participació (18h) | 50,0% ( 3,3%)      |
| Participació (20h) | 62,1% ( 6,7%)      |